# Euroflora
Euroflora è una mostra del fiore e della pianta ornamentale. Rappresenta una delle principali floralies (rassegne floreali) che si svolgono nel Mediterraneo e nel mondo, e riguarda: ricerca all'ibridazione, fiore reciso alle fronde, piante in vaso arboricoltura, giardinaggio e paesaggismo. È organizzata a Genova ed è riconosciuta dall'AIPH - Association Internationale des Producteurs Horticoles e fa parte di AIF - Association of International Floralies. Tra i temi principali della manifestazione c'è la biodiversità.
Tutte le edizioni della mostra si sono svolte alla Fiera di Genova, con l'eccezione dell'XI e della XII edizione che si sono tenute ai Parchi di Nervi.

## Storia
Euroflora ha avuto la sua prima edizione nel 1966, ma il progetto originario aveva preso le mosse un anno prima sulla base di un'idea del senatore Carlo Pastorino, all'epoca presidente della Fiera di Genova (ente oggi fallito). Il marchio dell'Euroflora - più volte vincitore di premi internazionali - è stato dipinto da Emanuela Tenti, all'epoca grafica ed illustratrice alle dipendenze dell'Ente Fiera stesso.
Pastorino propose all'associazione dei florovivaisti liguri di organizzare, con cadenza quinquennale, una grande floralie ad imitazione di quella di Gand, in Belgio.Venne quindi avanzata formale richiesta all'AIPH, l'Association Internazionale des Producteurs de l'Horticulture, responsabile del calendario degli eventi floristici, che acconsentì volentieri.
Alle dieci edizioni tenute dal 1966 al 2011 hanno partecipato 5.700 espositori e sono state visitate da 5 milioni di persone. Il record di maggiore afflusso si è avuto nell'edizione del 1986 visitata da 730.000 persone.
Già al debutto i numeri della manifestazione furono di tutto rilievo: 250.000 i visitatori e oltre 260 espositori provenienti da 19 paesi.
L'edizione 2011 si è svolta dal 21 aprile al 1º maggio. Per l'undicesima edizione, prevista nel 2016, era stata ipotizzato l'anticipo di un anno per consentire alla manifestazione di svolgersi in contemporanea con l'Expo 2015 di Milano, ma l'ipotesi è stata prima ridimensionata, prevedendo una semplice anteprima dell'esposizione, e infine definitivamente scartata in favore di una manifestazione floreale legata all'Expo che si è svolta nel maggio 2015 a Firenze.
L'edizione 2016 è stata poi successivamente rimandata prima al 2017, poi al 2018  con anche l'annuncio di un cambio di periodicità, da cinquennale a triennale.
Nel 2018 l'evento è stato riproposto con un cambio di location, dalla Fiera (ormai abbandonata e inagibile) ai Parchi di Nervi. La stessa ubicazione si è ripetuta per l'edizione tenutasi nel 2022.
Nel 2025 l'evento è ritornato presso gli spazi rinnovati della Fiera di Genova.

### L'area espositiva

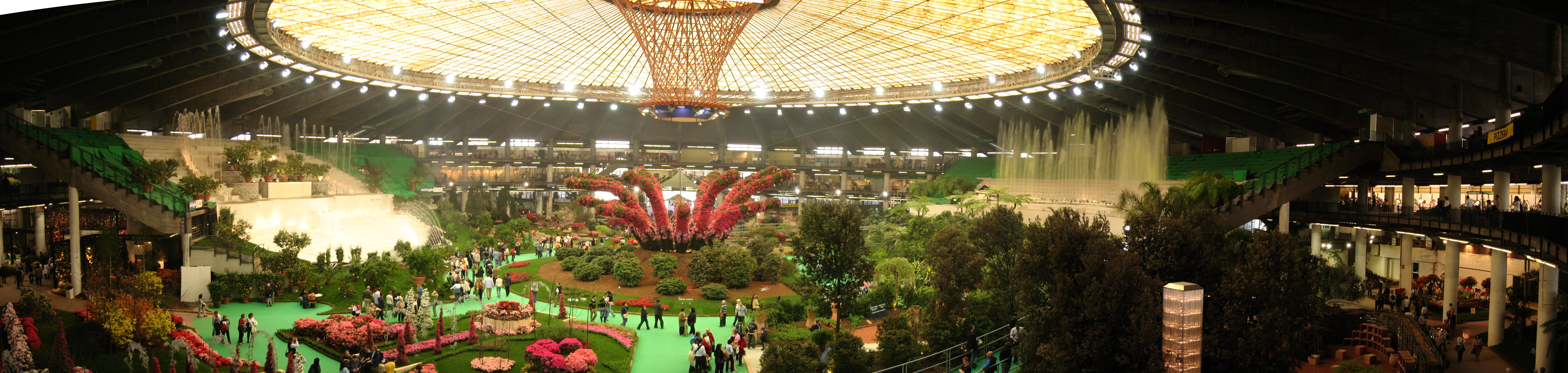
Una visione a 180° del padiglione S della fiera di Genova

Euroflora è stata allestita negli spazi dei padiglioni coperti Blu e C, oltre al Palasport (cuore dell'esposizione) e alle aree all'aperto della Fiera di Genova.
Il 2011 ha visto la partecipazione della Royal Agricultural and Horticultural Society of Ghent, società organizzatrice delle Floralies dell'omonima città belga. Oltre al Belgio, si sono registrate partecipazioni da: Cina, Francia, Ecuador, Germania, Guinea Equatoriale, India, Nuova Zelanda, Paesi Bassi, Romania, Repubblica di San Marino, Spagna, Stati Uniti, Taiwan e Ungheria.

### Galleria d'immagini

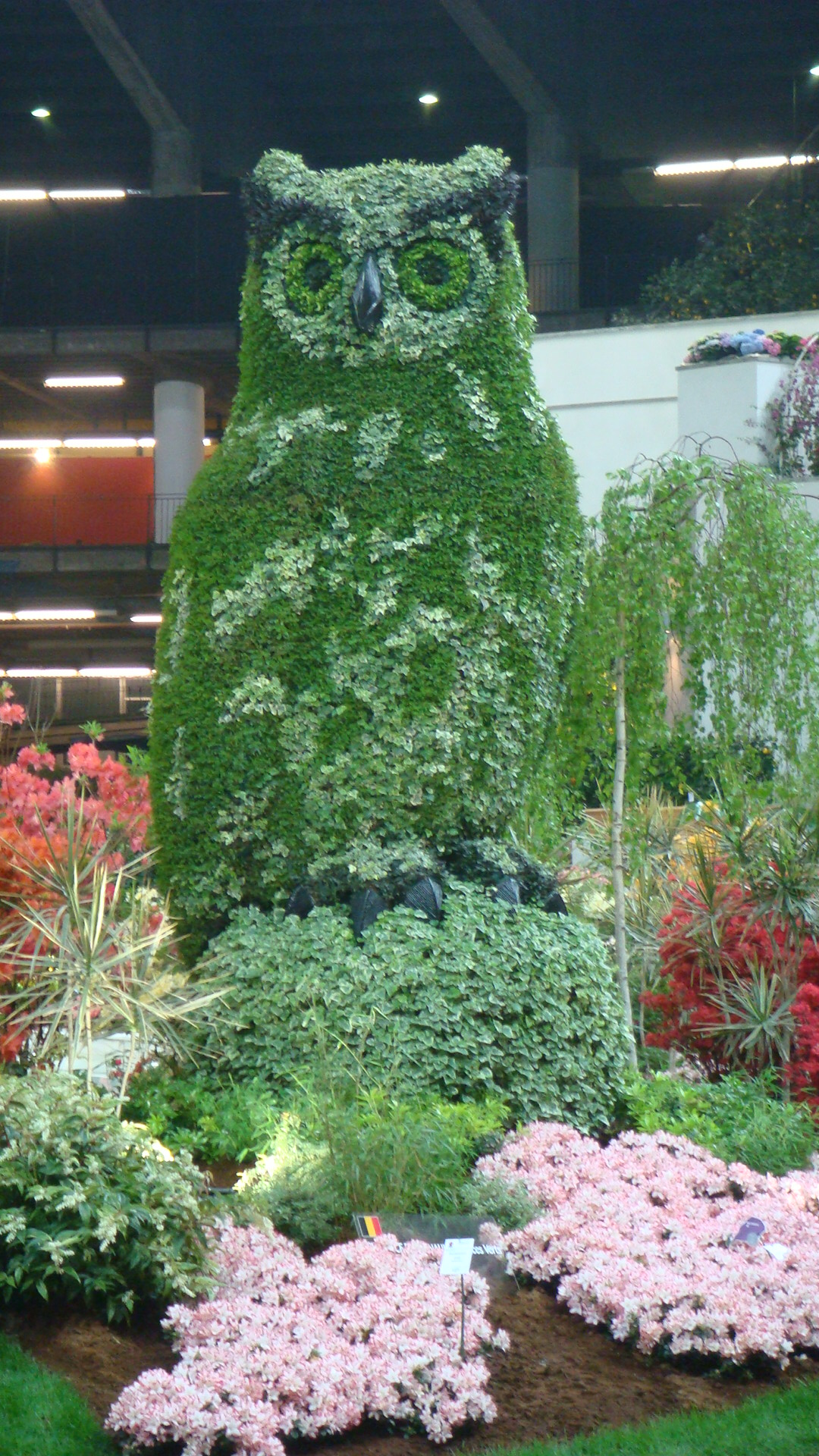
Euroflora 2011, Grande gufo vegetale (Padiglione del Belgio)
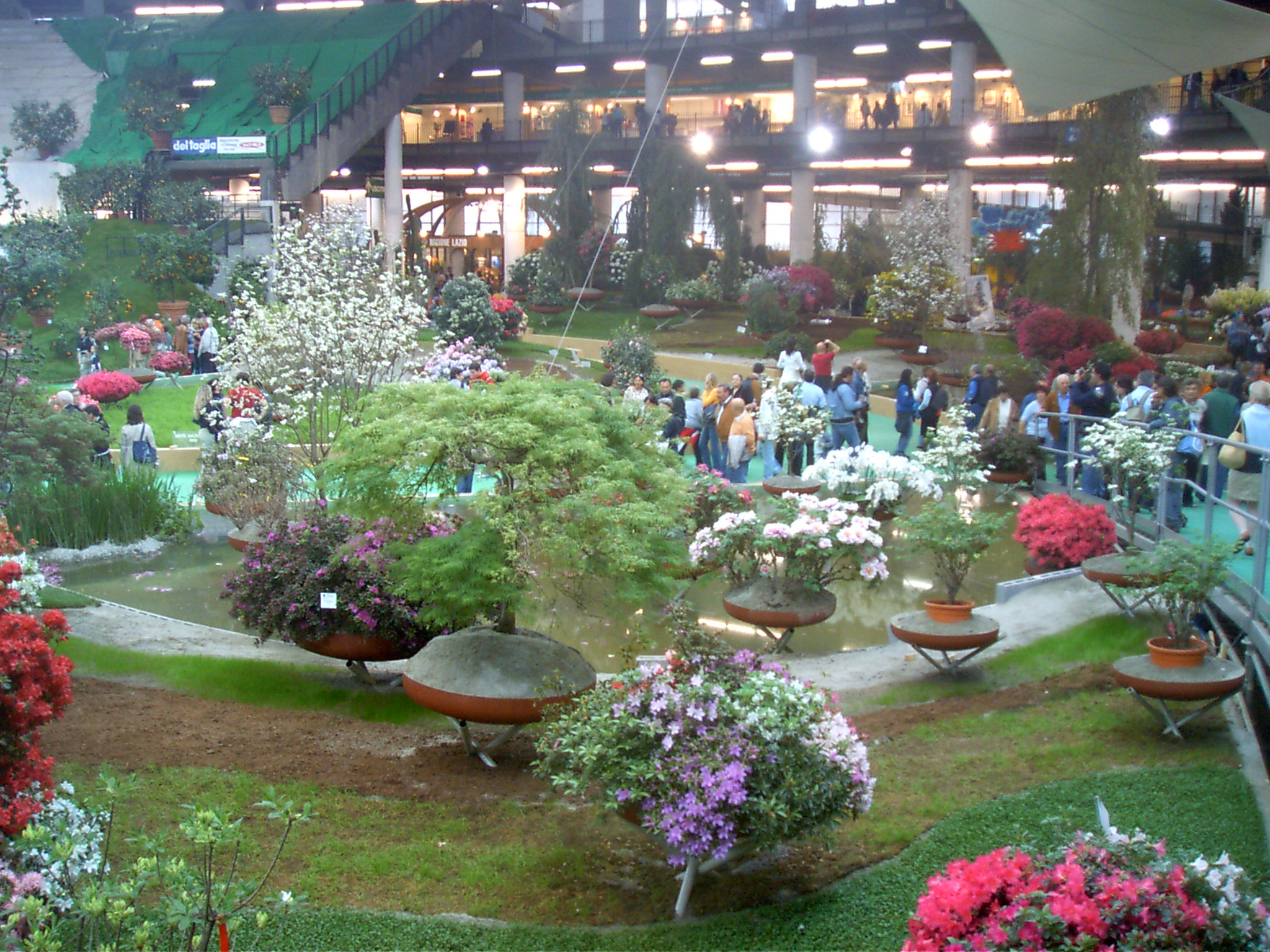
Euroflora 2006, Palasport
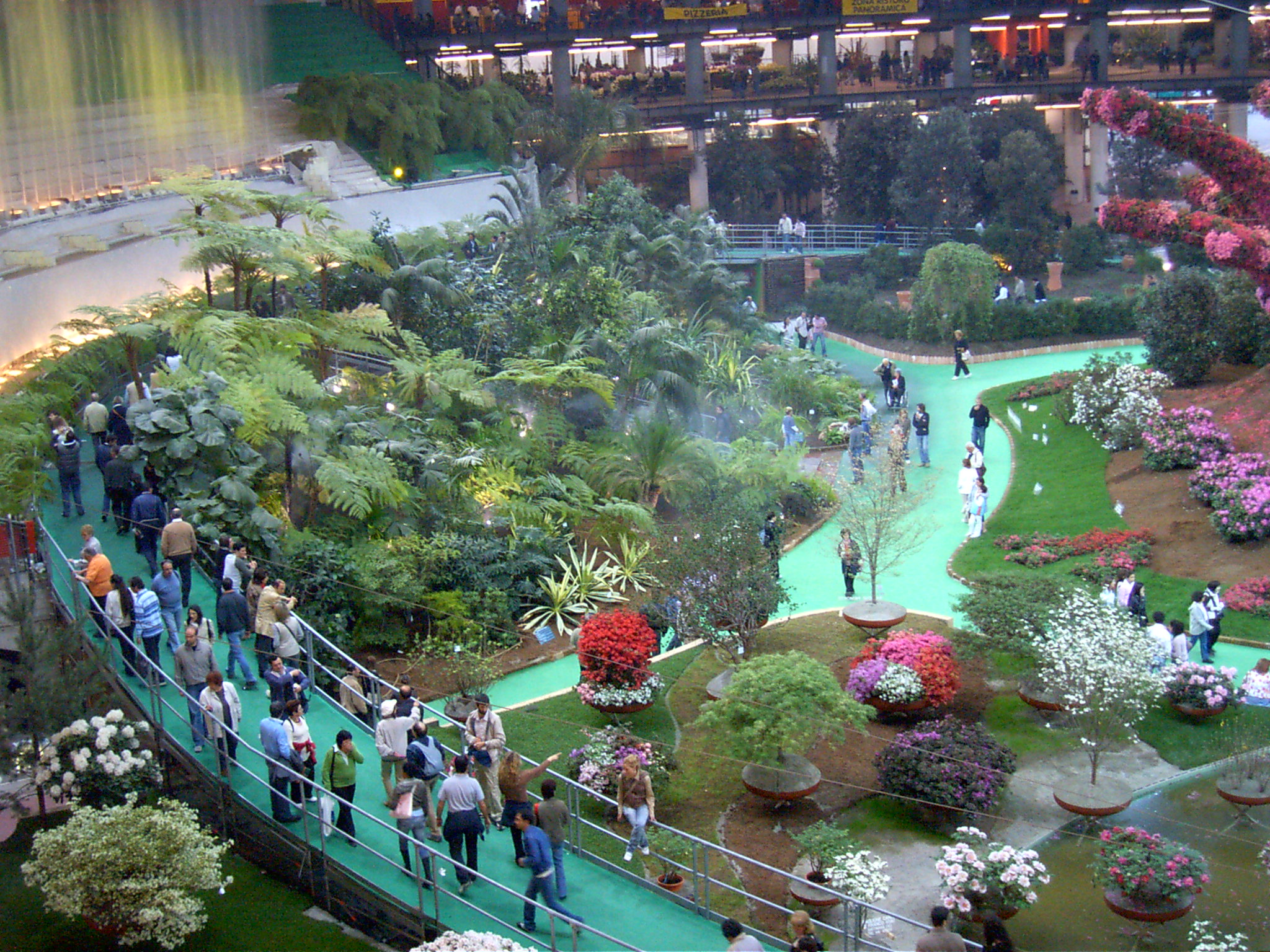
Euroflora 2006, Palasport
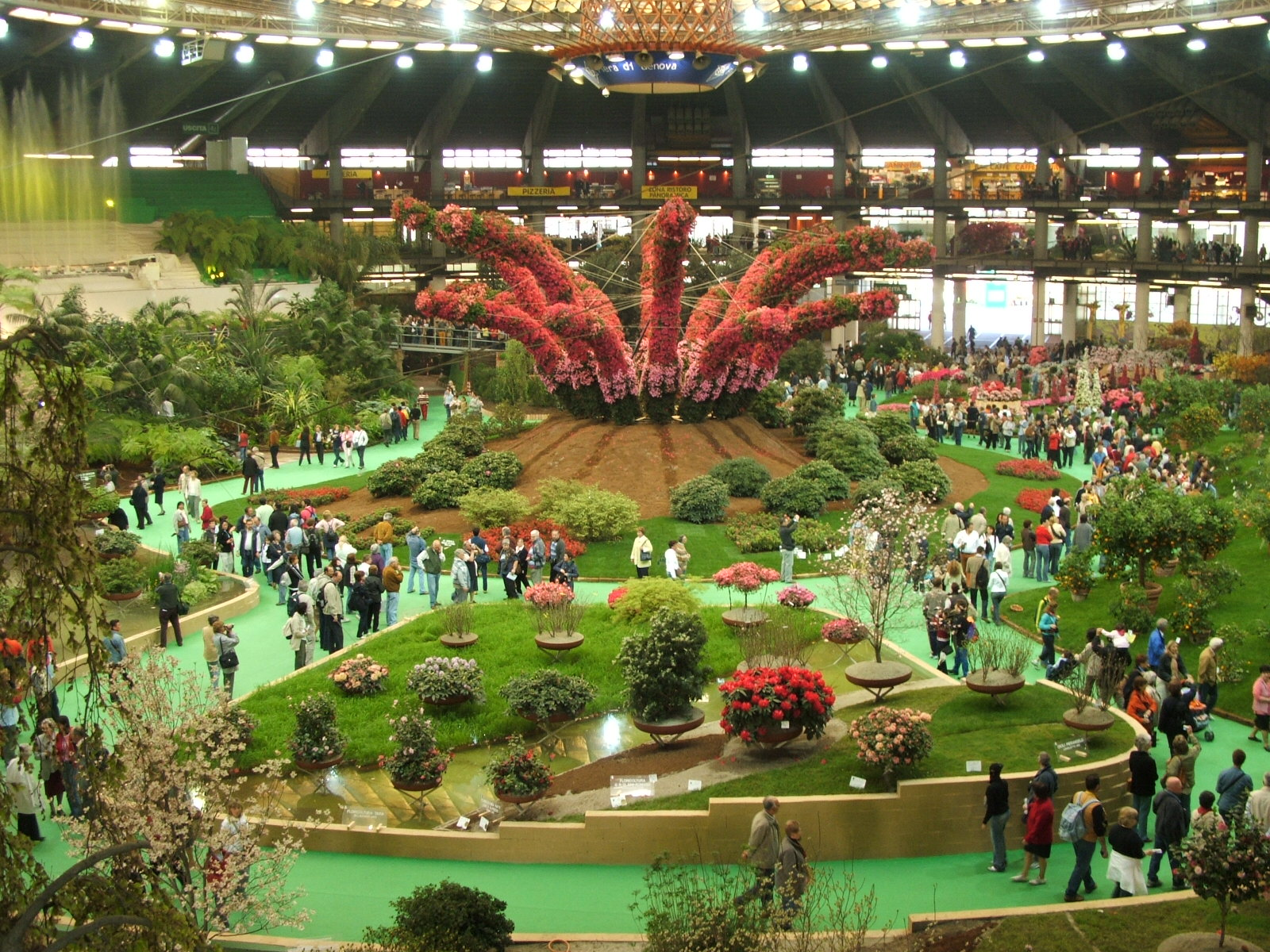
Euroflora 2006, Palasport
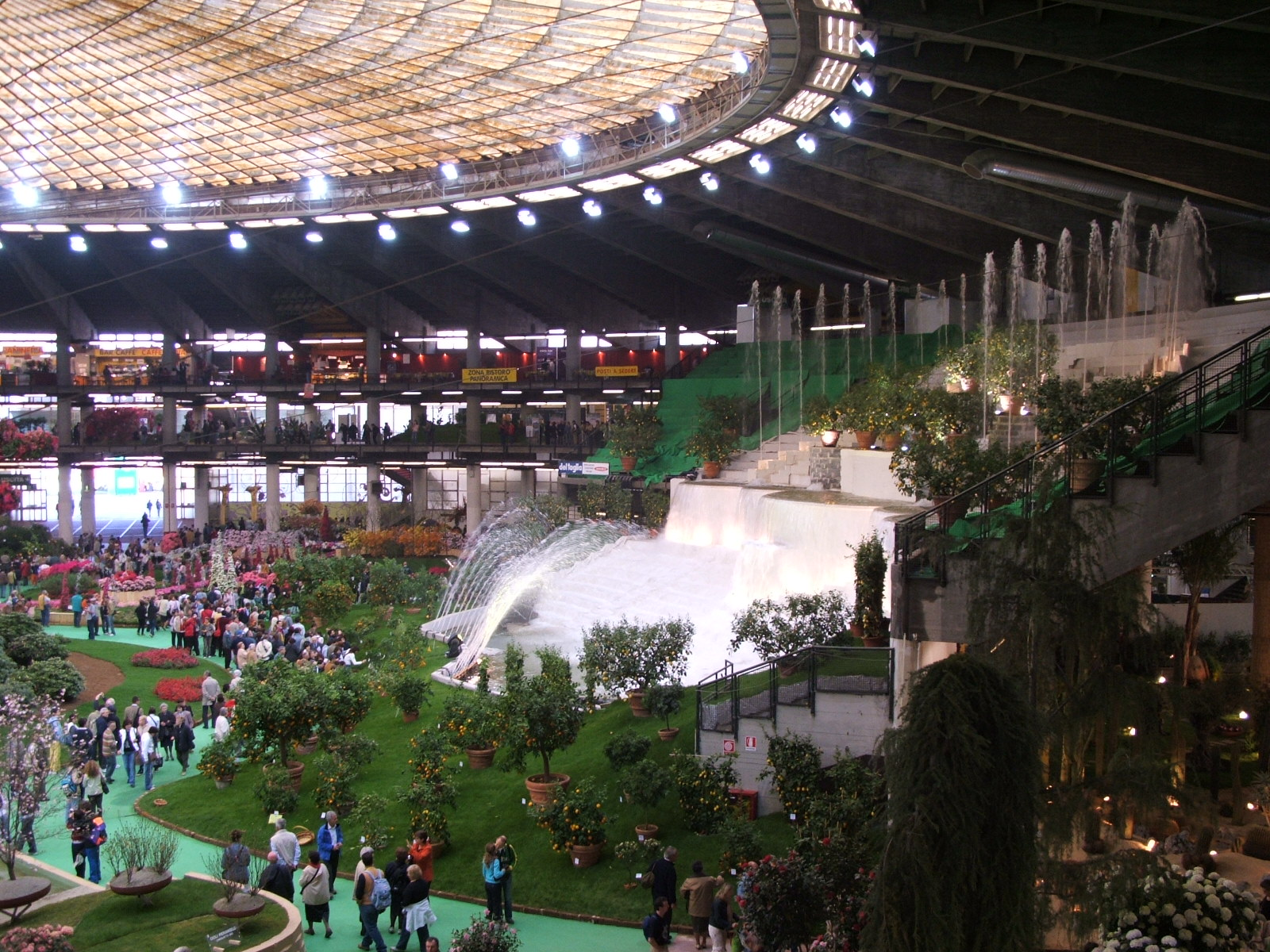
Euroflora 2006, Palasport
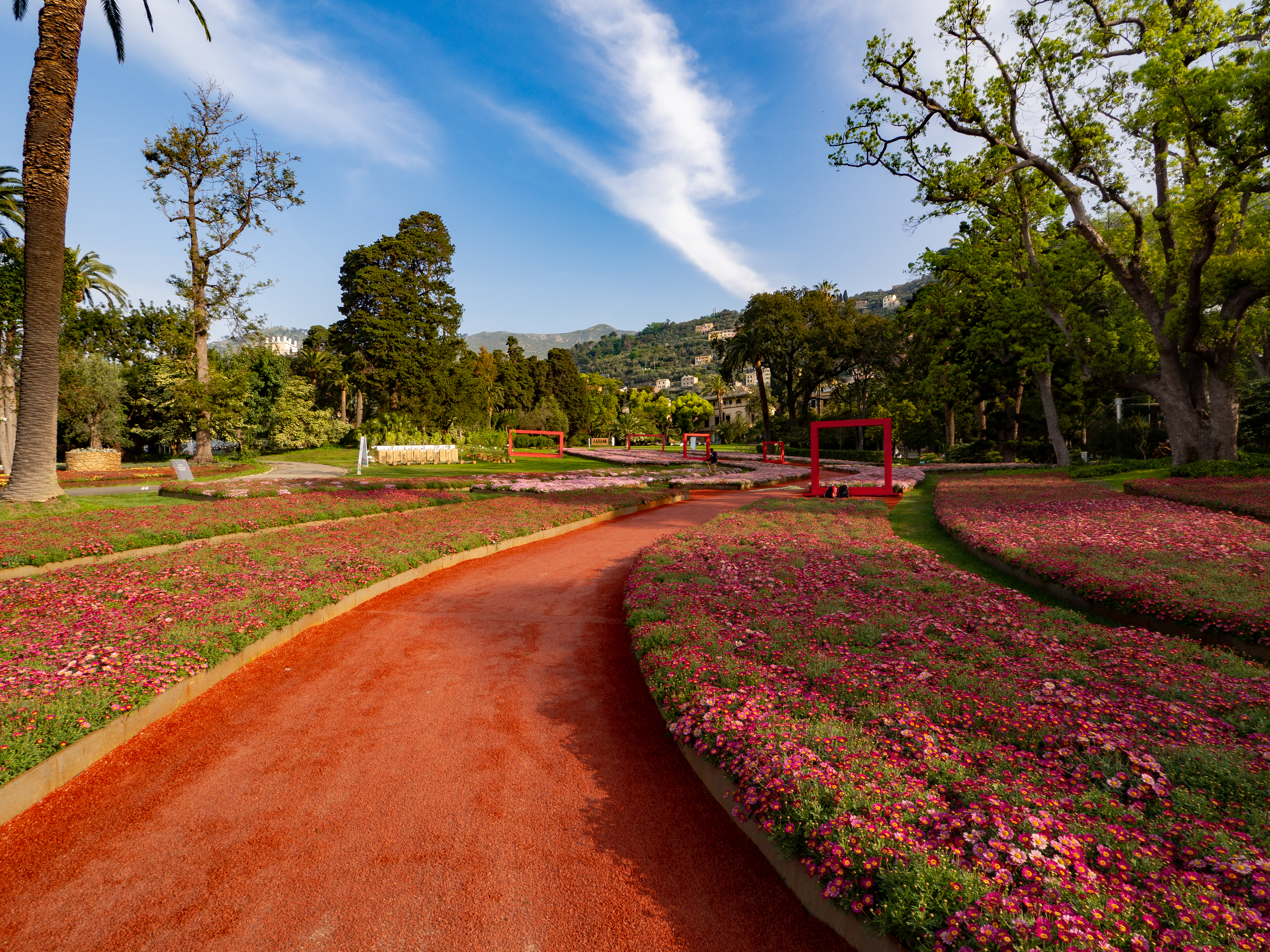
Euroflora 2018, Parchi di Nervi
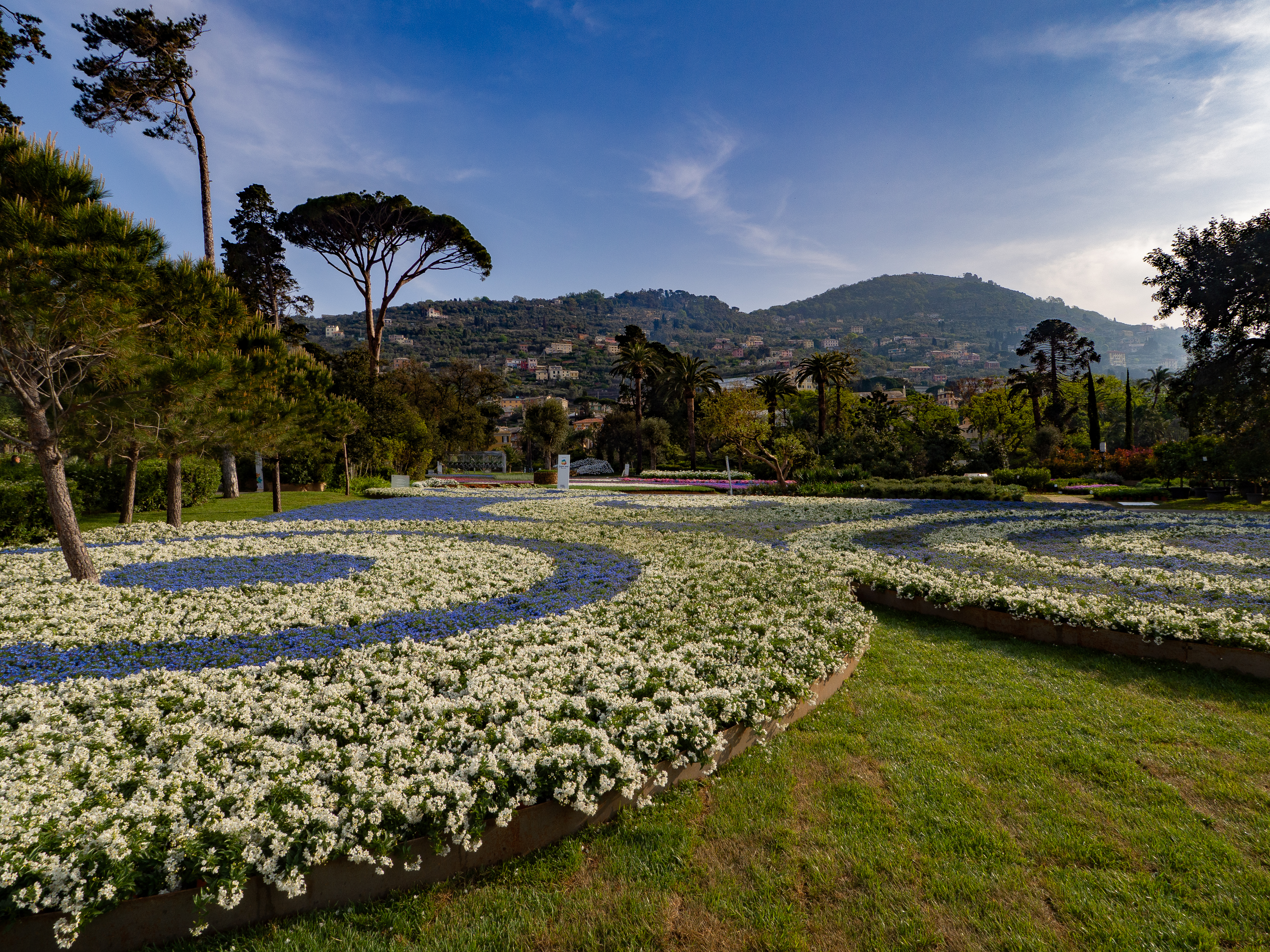
Euroflora 2018, Parchi di Nervi
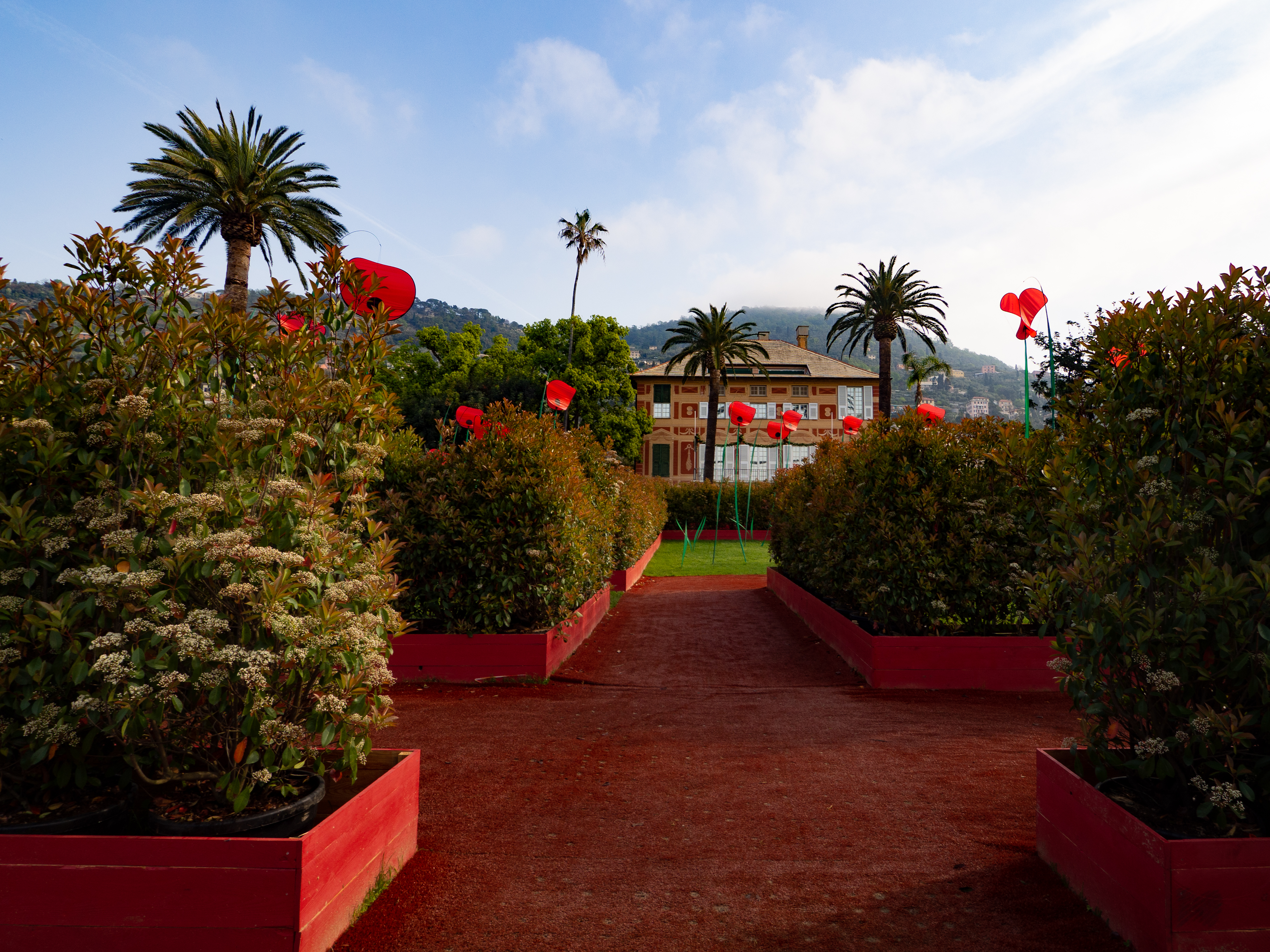
Euroflora 2018, Parchi di Nervi
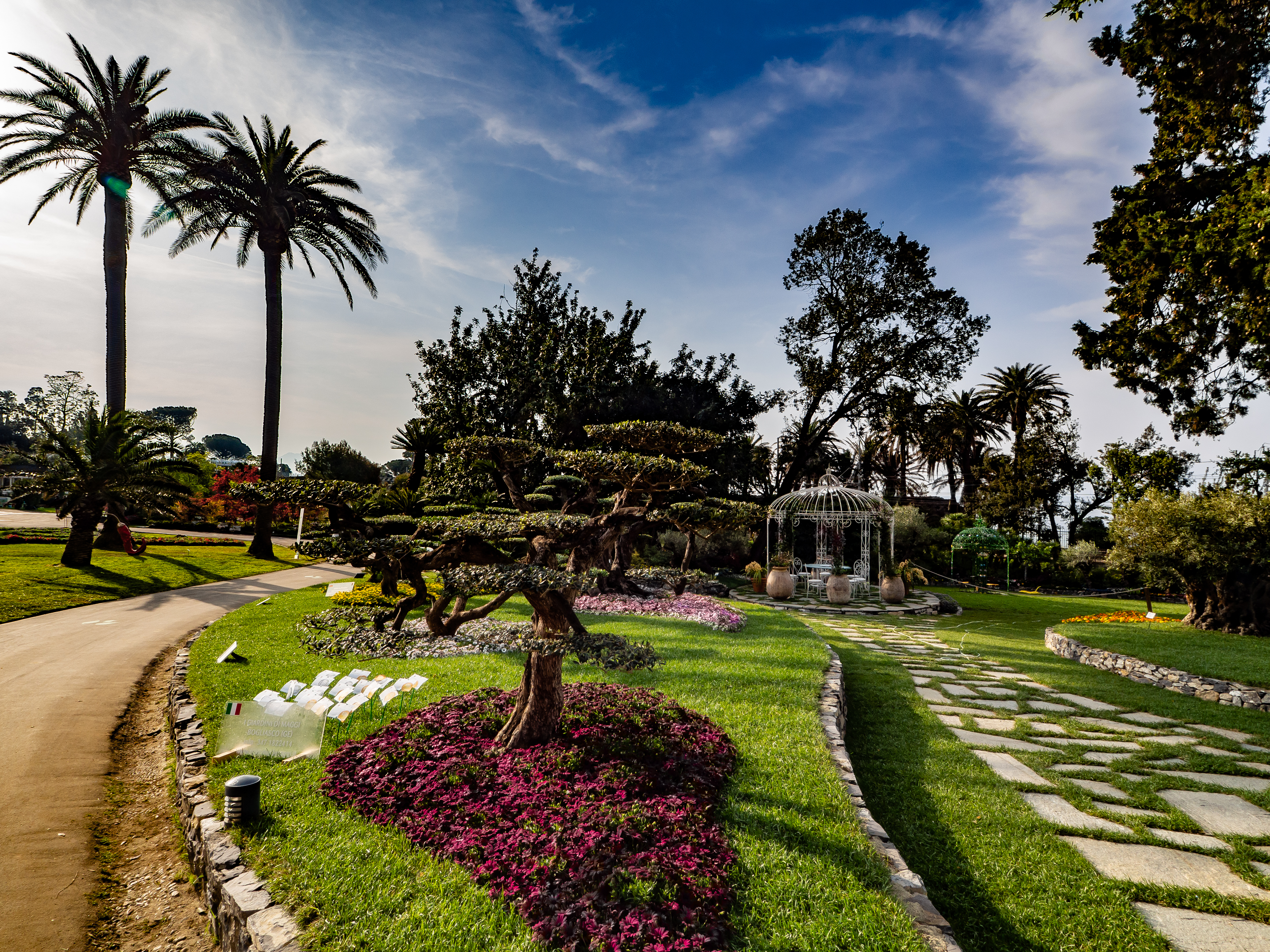
Euroflora 2018, Parchi di Nervi